# لس آوسینس
لس آوسینس (به اسپانیایی: Los Ausines) یک شهرداری در اسپانیا است.